# Однополые браки в Ирландии
Регистрация однополых пар в Ирландии возможна с 1 апреля 2011 года, когда вступил в действие закон о гражданских партнёрствах и некоторых правах и обязанностях сожителей, представляющий однополым парам возможность регистрации своих отношений. В результате референдума, состоявшегося 22 мая 2015 года, Ирландия стала первой страной в мире, легализовавшей однополые браки всенародным голосованием. Более 62 % населения этой страны одобрило изменение конституции, внеся в неё поправку о том, что браком может являться союз двух людей любого пола. Соответствующий закон был принят 22 октября 2015 года и вступил в силу 16 ноября того же года.

## Однополые гражданские партнёрства
Закон о гражданских партнёрствах и некоторых правах и обязанностях сожителей (англ. Civil Partnership and Certain Rights and Obligations of Cohabitants Act 2010) предоставляет возможность двум лицам одного пола зарегистрировать гражданское партнёрство. Закон был принят парламентом Ирландии в июле 2009 года, подписан президентом Ирландии Мэри Макэлис 19 июля 2010 года и вступил в силу 1 января 2011 года. Регистрация первых партнёрств началась с 1 апреля 2011 года, однако партнёры, заключившие однополые союзы или однополые браки за рубежом, получили признание своего статуса на территории Ирландии уже с 1 января 2011 года.
Правовой статус гражданских партнёрств отличается от браков. Для заключения гражданского партнёрства однополой паре нужно подать заявление в ЗАГС. Период ожидания с момента подачи заявления составляет три месяца. Закон не даёт права усыновления детей однополыми семьями, в том числе даже и детей своих партнёров. Партнёры получают права на совместное жильё и рассматриваются как супруги в области отношений собственности, социального обеспечения, наследования, алиментов, пенсионного обслуживания и налогообложения. Тем не менее, закон предусматривает определённую защиту однополых пар в случае расторжения партнёрства или смерти одного из партнёров.
Несмотря на то, что заключение гражданских партнёрств в Ирландии было возможно лишь с 1 апреля 2011 года, пары, уже заключившие гражданское партнёрство или однополый брак за рубежом, получили признание своего статуса на территории Ирландии уже с 1 января 2011 года автоматически. Для этого им не потребовалось никаких специальных процедур регистрации. Однако пары, вступившие в однополый брак в странах, где такие браки разрешены, признаются в Ирландии лишь гражданскими партнёрами.
Однако не все заключённые за рубежом однополые союзы признаются в Ирландии. Например, гражданские партнёрства, заключённые в Великобритании или Канаде, приравниваются к ирландским автоматически, однако французские ПАКС не будут признаны в Ирландии, поскольку они не предоставляют схожего с ирландскими гражданскими партнёрствами набора прав и привилегий.
С 16 ноября 2015 года, со дня вступления в силу закона об однополых браках, новые гражданские партнёрства более не заключаются. Существующие партнёрства остаются в силе и могут быть преобразованы в браки путём подачи заявления в ЗАГС.

## Однополые браки

Итоги референдума 22 мая 2015:
за
против

Правительство, вступившее в должность в марте 2011 года, созвало Конституционную конвенцию для обсуждения предлагаемых поправок к Конституции Ирландии, включая планы по введению однополых браков. 14 апреля 2013 года Конституционная конвенция одобрила планы по изменению конституции с целью введения однополых браков. Официальный доклад был представлен парламенту Ирландии 2 июля 2013 года. 5 ноября того же года в правительстве заявили, что референдум по вопросу легализации однополых браков состоится в первой половине 2015 года.
22 мая 2015 года в Ирландии прошёл референдум по вопросу легализации однополых браков. В результате 62,07 % проголосовавших поддержали изменение конституции страны, путём внесения в неё поправки о том, что браком может являться союз двух людей любого пола. Явка на референдум была довольно высокой и составила около 60 %. Ирландия стала первой страной в мире, легализовавшей однополые браки путём всенародного голосования. 22 октября 2015 года законопроект об однополых браках прошёл все стадии законодательного процесса в парламенте и был подписан президентской комиссией 29 октября. 16 ноября 2015 года закон об однополом браке (англ. Marriage Act 2015) вступил в силу. На следующий день были зарегистрированы первые однополые браки.
С момента вступления в силу закона об однополых браках до конца 2015 года в Ирландии был заключен 91 брак: 47 между двумя мужчинами и 44 между двумя женщинами.
| Год  | Мужские пары | Женские пары | Всего однополых браков | Доля от общего числа браков |
| ---- | ------------ | ------------ | ---------------------- | --------------------------- |
| 2015 | 47           | 44           | 91                     | —                           |
| 2016 | 606          | 450          | 1056                   | 4,7 %                       |
| 2017 | 424          | 335          | 759                    | 3,4 %                       |
| 2018 | 372          | 292          | 664                    | 3,2 %                       |

## Отношение общества
Опрос, проведенный в 2008 году, показал, что 84 % ирландцев поддерживали гражданские браки или гражданские партнёрства для однополых пар, при этом 58 % поддерживали однополые браки. Согласно Eurobarometer, в 2015 году 80 % ирландцев считали, что однополые браки должны быть узаконены по всей Европе.